# Losse veldritten België 2022-2023
Dit is een overzichtspagina van de losse veldritten in België in het seizoen 2022-2023. Deze veldritten behoren niet tot een regelmatigheidscriterium, maar zijn volledig zelfstandig.

## Mannen elite
| Datum      | Wedstrijd                                | Cat. | Eerste                 | Tweede            | Derde            |
| ---------- | ---------------------------------------- | ---- | ---------------------- | ----------------- | ---------------- |
| 20/10/2022 | Kermiscross, Ardooie                     | C2   | Quinten Hermans        | Felipe Orts       | Laurens Sweeck   |
| 16/01/2023 | Cyclocross Otegem, Otegem                | C2   | Laurens Sweeck         | Joran Wyseure     | Gerben Kuypers   |
| 07/02/2023 | Parkcross, Maldegem                      | C2   | Michael Vanthourenhout | Laurens Sweeck    | Ryan Kamp        |
| 26/02/2023 | Internationale Sluitingsprijs, Oostmalle | C1   | Laurens Sweeck         | Lars van der Haar | Niels Vandeputte |

## Vrouwen elite
| Datum      | Wedstrijd                                | Cat. | Eerste                   | Tweede             | Derde            |
| ---------- | ---------------------------------------- | ---- | ------------------------ | ------------------ | ---------------- |
| 20/10/2022 | Kermiscross, Ardooie                     | C2   | Kata Blanka Vas          | Shirin van Anrooij | Aniek van Alphen |
| 16/01/2023 | Cyclocross Otegem, Otegem                | C2   | Marion Norbert-Riberolle | Aniek van Alphen   | Denise Betsema   |
| 07/02/2023 | Parkcross, Maldegem                      | C2   | Annemarie Worst          | Manon Bakker       | Denise Betsema   |
| 26/02/2023 | Internationale Sluitingsprijs, Oostmalle | C1   | Annemarie Worst          | Manon Bakker       | Denise Betsema   |

## Tv-rechten
| Datum      | Wedstrijd                                | Cat. | Tv-zender                    |             |
| ---------- | ---------------------------------------- | ---- | ---------------------------- | ----------- |
| 20/10/2022 | Kermiscross, Ardooie                     | C2   | –                            | [ 1 ]       |
| 16/01/2023 | Cyclocross Otegem, Otegem                | C2   | Focus-WTV (regionale zender) | [ 2 ] [ 3 ] |
| 07/02/2023 | Parkcross, Maldegem                      | C2   | –                            | [ 4 ]       |
| 26/02/2023 | Internationale Sluitingsprijs, Oostmalle | C1   | ATV/RTV (regionale zenders)  | [ 5 ]       |

Kampioenschappen:  Wereldkampioenschappen ·
 Europese kampioenschappen ·
 Belgische kampioenschappen ·
 Nederlandse kampioenschappen
Klassementen:  Wereldbeker ·
 Superprestige ·
 X²O Badkamers Trofee ·
 TOI TOI Cup ·
 USCX Series ·
 Coupe de France ·
 National Trophy Series ·
 Copa de España ·
 Swiss Cyclocross Cup ·
 New England Series
Overig:  Exact Cross ·  Losse crossen België
Geen UCI-cat.:  Giro d'Italia Ciclocross
1982-1983 · 
1983-1984 · 
1984-1985 · 
1985-1986 · 
1986-1987 · 
1987-1988 · 
1988-1989 · 
1989-1990 · 
1990-1991 · 
1991-1992 · 
1992-1993 · 
1993-1994 · 
1994-1995 · 
1995-1996 · 
1996-1997 · 
1997-1998 · 
1998-1999 · 
1999-2000 ·
2000-2001 · 
2001-2002 · 
2002-2003 · 
2003-2004 · 
2004-2005 · 
2005-2006 · 
2006-2007 · 
2007-2008 · 
2008-2009 · 
2009-2010 · 
2010-2011 · 
2011-2012 · 
2012-2013 · 
2013-2014 · 
2014-2015 · 
2015-2016 · 
2016-2017 · 
2017-2018 · 
2018-2019 ·
2019-2020 ·
2020-2021 ·
2021-2022 ·
2022-2023 ·
2023-2024 ·
2024-2025